# Гірнича промисловість Пакистану
Гірнича промисловість Пакистану

## Загальна характеристика
Гірнича промисловість. В країні видобувають кам. вугілля, природний газ, магнезити, сірку, кам. сіль та інші корисні копалини (див. табл. 1). На межі ХХ-XXI ст. гірничовидобувна промисловість дає всього 0,5 % ВНП. Найбільше значення має видобуток природного газу, на частку якого припадає 35 % споживаної енергії.
Таблиця 1. — Динаміка видобутку основних видів мінеральної сировини в Пакистані, тис.т*
| Мінеральна сировина та вироби з неї | 1999   | 2000  | 2001  |
| Арагоніт та мармур                  | 408    | 582   | 468   |
| Глина                               | 1 200  | 1 275 | 1 130 |
| Барит                               | 20,5   | 21, 2 | 27,1  |
| Боксити                             | 9,2    | 8,7   | 5,9   |
| Бентоніт                            | 15,6   | 13,8  | 10,7  |
| Крейда                              | 6,5    | 7,7   | 7,7   |
| Китайська глина                     | 58,3   | 49,6  | 55,6  |
| Хроміт                              | 13,9   | 26,8  | 9,9   |
| Вугілля                             | 3 203  | 3 117 | 3 262 |
| Доломіт                             | 327    | 288   | 257   |
| Польовий шпат                       | 25     | 43    | 30    |
| Вогнетривка глина                   | 166    | 144   | 153   |
| Сукновальна глина (фулерова земля)  | 19     | 15,3  | 13,4  |
| Гіпс                                | 284    | 377   | 624   |
| Вапняк                              | 9 870  | 9 884 | 9 607 |
| Магнезит                            | 4,9    | 3,6   | 3,0   |
| Кам'яна сіль                        | 1 275  | 1 313 | 1 393 |
| Кремнезем                           | 176    | 162   | 145   |
| Стеатит                             | 56,6   | 54,4  | 30,8  |
| Сірка з нафти і газу                | 21,95  | 20,19 | 17,18 |
| Суперфосфат                         | 104    | 129   | 173   |
| Нітрат амонію                       | 335,9  | 377,4 | 360,4 |
| Нітрофосфат                         | 258,7  | 271,3 | 307,8 |
| Цемент                              | 10 121 | 9 075 | 9 545 |
| Кокс                                | 676,6  | 725,3 | 713,6 |
| Чавунні болванки                    | 1 140  | 1 132 | 1 384 |

- Mining Annual Review 2002

## Окремі галузі
Нафта і газ. Основні газопромисли пов'язані трубопроводами з великими промисловими центрами. Видобуток нафти (район Дхуліян), яку переробляють на заводі в Равалпінді, задовольняє лише 15 % потреб країни, нафтопереробні заводи в Карачі працюють на імпортній нафті.
У 2003 р. італійська компанія Eni почала промисловий видобуток на газовому родовищі Бхіт, розташованому за 180 км північніше м. Карачі в районі національного парку Кіртхар. Родовище, що розробляється під управлінням Eni (частка в акціонерному капіталі — 40%), має запаси 172 млн барелів нафтового еквівалента. Видобуток на родовищі досяг стійкого рівня понад 40 тис. бар./добу; газ надходить на внутрішній ринок. На освоєння родовища було витрачено 236 млн дол., з яких інвестиції Eni становили 94 млн дол. Інші учасники проєкту: Kirthar Petroleum (part of Shell) — 28 %, OGDCL — 20% і Premier-Kufpec Pakistan — 12 % [Petroleum Economist. 2003. V.70].
У Північно-Західній Прикордонній (North-West Frontier) провінції Пакистану у 2002 р. зроблене перше газове відкриття в цьому регіоні. Запаси газу родовища Манзалай (Manzalai) оцінені в 28 млрд м³. Родовище містить також конденсат [Petroleum Economist. 2003. V.70]. Потенційний видобуток на нововідкритому родовищі Манзалай може становити 1 млн м³/добу газу і 230 бар./добу конденсату. Права на родовище мають компанії: угорська MOL (10 %, оператор), Pakistan Petroleum (30 %), OGDC (30 %), Pakistan Oilfields (25 %) і Government Holdings (5 %). [Інф. Petroleum Economist. 2003. V.70].
Компанія Oil and Gas Development Co. (OGDC) виконує ряд проєктів в Пакистані, зокрема, на початку XXI ст. успішними були проєкти Uch і Nandpur. Компанія в 2001 р виробила 7,57 млн бар. нафти, 263 543 млн фут. куб. природного газу, 61 032 т зрідженого нафтового газу і 14 112 т сірки. Фірма OGDCL оцінює свої запаси нафти і газу на 2002 р в 152 млн бар. нафти і 10 357 млрд фут. куб. природного газу.
Імпорт природного газу. З сусідніх держав Пакистан вважається найбільшим після Туреччини споживачем іранського природного газу, тому переговори про будівництво газопроводу з Ірану в Пакистан почалися ще в 1990 р. Відповідний проєкт розроблявся за участю австралійської компанії BHP, однак внаслідок різних політичних і економічних причин здійснення проєкту неодноразово відкладалося. З підписанням угоди про експорт 18 млрд м³ природного газу з Туркменістану по газопроводу, прокладеному через територію Афганістану, у Ірану з'явився серйозний конкурент. Постачання іранського газу в Пакистан у разі згоди з урахуванням того, що на будівництво газопроводу буде потрібно як мінімум чотири роки, почнеться в 2008–2010 рр [Каспійське інформаційне агентство CNA].
За даними агентства «Фарс» постачання природного газу з Ірану в Пакистан в 2010–2020 рр. може скласти близько 10 млрд м³ в рік. Виробництво і споживання газу в Пакистані становить приблизно 20 млрд м³ в рік. Передбачається, що з скороченням внутрішнього виробництва газу і збільшенням попиту на нього, особливо в галузі електроенергетики, з 2010 р. попит на природний газ в Пакистані значно зросте.
Інші корисні копалини. У невеликій кількості добувають вугілля, кам'яну сіль (Соляний хребет), гіпс (Сибі), а також хроміти (район Хіндубаг), що йдуть переважно на експорт.